# 2. American-Football-Bundesliga 2003
Dieser Artikel gibt einen Überblick über die 2. Bundesliga American Football Saison 2003. Die Saison 2003 war die 22. Saison der 2. Bundesliga.

## Ligaaufteilung
In der Nordgruppe wurde nur mit fünf Mannschaften gespielt. Grund dafür war der Verzicht des Absteigers aus der GFL, den Kiel Baltic Hurricanes, sowie der Rückzug der Magdeburg Virgin Guards aus der 2. Bundesliga, beide Mannschaften traten 2003 in der Regionalliga an. Des Weiteren zogen die Wolfsburg Blue Wings ihr Team kurz vor Saisonbeginn zurück. Im Süden traten sieben Teams an, hier verzichtete der GFL-Absteiger, die Munich Cowboys, auf sein Startrecht und ging freiwillig in die Regionalliga zurück.
| 2. Bundesliga Nord     | 2. Bundesliga Nord  | 2. Bundesliga Süd    | 2. Bundesliga Süd          |
| ---------------------- | ------------------- | -------------------- | -------------------------- |
| Team                   | Vorjahr             | Team                 | Vorjahr                    |
| Düsseldorf Panther (N) | Erster RL West      | Allgäu Comets        | Dritter 2. BL Süd          |
| Hamburg Wild Huskies   | Sechster 2. BL Nord | Darmstadt Diamonds   | Sechster 2. BL Süd         |
| Hannover Musketeers    | Zweiter 2. BL Nord  | Franken Timberwolves | Vierter 2. BL Süd          |
| Langenfeld Longhorns   | Dritter 2. BL Nord  | Fursty Razorbacks    | Zweiter 2. BL Süd          |
| Lübeck Cougars         | Vierter 2. BL Nord  | Hanau Hornets (N)    | Erster RL Mitte Gruppe Rot |
|                        |                     | Mainz Golden Eagles  | Fünfter 2. BL Süd          |
|                        |                     | Simbach Wildcats (N) | Erster RL Süd              |

- Vorjahr = Platzierung und Liga des Vorjahres
- RL = Regionalliga
- (N) Aufsteiger aus der Regionalliga
- (A) Absteiger aus der GFL

## Saisonverlauf

### Reguläre Saison
In der dezimierten Nordgruppe spielten die Düsseldorf Panther, Hannover Musketeers und die Lübeck Cougars um den Titel. Die Hamburg Wild Huskies und die Langenfeld Longhorns spielten im Niemandsland, da es keine Abstiegsränge gab. Am Ende zeigte sich, dass die Panther bereits in den ersten Spielen die Meisterschaft klargemacht hatten. Durch die Siege gegen die Musketeers und die Cougars konnte sich das Traditionsteam aus der Altbierstadt schon nach drei Spieltagen mit zwei Punkten absetzen und diesen Vorsprung gaben sie auch nicht mehr ab. Zweiter wurden die Musketeers vor den Cougars. Abgeschlagen auf den Plätzen vier und fünf landeten die Hamburger und die Langenfelder.
Im Süden zeichnete sich sehr schnell ein Zweikampf um den Meistertitel ab. Der Aufsteiger aus Simbach setzte sich gleich von Beginn an die Tabellenspitze und nur die Darmstadt Diamonds konnten Schritt halten. Am neunten Spieltag kam es dann zum Spitzenspiel in Simbach. Die Wildcats bestimmten die erste Halbzeit und gingen mit einer 34:14-Halbzeitführung in die Kabine. Doch das dritte Viertel wurde von den Diamonds dominiert, mit drei Touchdowns in einem Viertel gingen die Lilienstädter sogar mit 35:34 in Führung, doch die Wildcats kamen im vierten Viertel noch einmal zurück und gewannen das spannende Spiel mit 47:43. Damit hatten die Wildcats drei Punkte Vorsprung, da die Diamonds am dritten Spieltag die Punkte mit den Hanau Hornets teilen mussten, was in der Endabrechnung noch wichtig sein sollte. Da sich die Simbach Wildcats keine Blöße mehr gaben, war das Rückspiel, zugleich das letzte Saisonspiel, in Darmstadt nämlich bereits bedeutungslos. Die Diamonds konnten zwar mit 31:20 gewinnen, aber der verlorene Punkt gegen die Hornets war ausschlaggebend für den Titel der Wildcats. Im Mittelfeld landeten die Allgäu Comets aus Kempten (Allgäu), die Mainz Golden Eagles und die Hanau Hornets. Gegen die Abstieg spielten die Franken Timberwolves und die Fürsty Razorbacks, hier konnten die Franken einen Sieg mehr einfahren als die Razorbacks, womit diese absteigen mussten.

### Relegation um den Aufstieg in die GFL
Vor vierhundert Zuschauern gewannen die Düsseldorf Panther bei den Assindia Cardinals mit 38:28. Und auch im Rückspiel, vor mehr als 1000 Zuschauern gewann das Traditionsteam aus der Altbiermetropole, diesmal sicher mit 35:0. Damit feierten Panther, nach dem freiwilligen Rückzug aus der GFL nach der Saison 2001, die Rückkehr in die höchste deutsche Spielklasse.
Im Süden hielten die Marburg Mercenaries die Simbach Wildcats in ihrem Heimspiel auf Distanz. Nach einer zwischenzeitlichen 21:0-Führung der Marburger, kamen die Simbacher zwar noch einmal auf 21:14 heran, doch 22 Punkte im letzten Quarter stellten einen deutlichen 50:21-Erfolg sicher. Im Rückspiel konnten die Simbacher zwar 21:7 gewinnen, doch dies reichte nicht aus, um die Mercenaries im direkten Vergleich zu schlagen. Damit blieben die Marburger erst- und die Simbacher zweitklassig.

### Relegation zum Aufstieg in die 2. Bundesliga
Aufgrund der dünnen Mannschaftsdecke der 2. Bundesliga Nord stiegen die Meister der Regionalligen Nordost und West, die Kiel Baltic Hurricanes und die Bielefeld Bulldogs, direkt auf. Zudem gab es einen dritten Aufstiegsplatz der zwischen den jeweiligen Tabellenzweiten ausgespielt wurde. Hier setzten sich die Cologne Falcons gegen die Weyhe Vikings mit 49:7 durch.
Im Süden trugen die Teams der Regionalliga Mitte, die in zwei Gruppen zu je vier Mannschaften spielten, zunächst eine Qualifikation zu den Relegationsspielen gegen die RL-Süd-Teams aus. Hierbei setzten sich die jeweiligen Gruppensieger, die Wiesbaden Phantoms und die Danube Hammers, gegen die Tabellenzweiten, Weinheim Longhorns und Badener Greifs durch. Die Phantoms gewannen gegen die Greifs mit 48:13. Die Hammers setzten sich mit 33:14 gegen die Longhorns durch.
In der Relegation trafen die Phantoms dann auf den Zweiten der Regionalliga Süd, die Straubing Spiders. Dieses Spiel wurde mit 20:0 für die Phantoms gewertet. Im anderen Spiel trafen die Danube Hammers auf den Meister der Regionalliga Süd, die Munich Cowboys. Die Altmeister aus der bayrischen Hauptstadt setzten sich bei diesem Duell mit 42:0 durch und stiegen zusammen mit den Phantoms auf.

## Statistik

### Ergebnisse

#### 2. Bundesliga Nord
| Mannschaft           | DP    | HM    | LC    | HWH   | LL    |
| -------------------- | ----- | ----- | ----- | ----- | ----- |
| Düsseldorf Panther   | —     | 24:08 | 31:20 | 42:21 | 52:24 |
| Hannover Musketeers  | 10:07 | —     | 20:17 | 38:06 | 35:0  |
| Lübeck Cougars       | 06:29 | 33:24 | —     | 37:13 | 42:13 |
| Hamburg Wild Huskies | 07:27 | 00:36 | 14:40 | —     | 28:19 |
| Langenfeld Longhorns | 06:47 | 00:30 | 23:42 | 22:16 | —     |

#### 2. Bundesliga Süd
| Mannschaft           | SW    | DD    | AC    | MGE   | HH    | FT    | FR    |
| -------------------- | ----- | ----- | ----- | ----- | ----- | ----- | ----- |
| Simbach Wildcats     | —     | 47:43 | 35:22 | 49:0  | 63:20 | 71:02 | 65:0  |
| Darmstadt Diamonds   | 31:20 | —     | 20:0  | 25:16 | 48:0  | 44:0  | 28:10 |
| Allgäu Comets        | 13:42 | 07:56 | —     | 15:34 | 44:07 | 33:13 | 68:07 |
| Mainz Golden Eagles  | 17:33 | 00:20 | 38:53 | —     | 20:14 | 34:22 | 26:16 |
| Hanau Hornets        | 07:48 | 07:07 | 07:13 | 26:21 | —     | 17:12 | 42:16 |
| Franken Timberwolves | 00:45 | 09:31 | 06:29 | 00:37 | 18:06 | —     | 07:17 |
| Fürsty Razorbacks    | 00:49 | 07:33 | 00:62 | 06:26 | 24:37 | 13:20 | —     |

### Abschlusstabellen

#### 2. Bundesliga Nord
|    | Verein               | Sp | S | U | N | Punkte | TD      | Diff. |
| -- | -------------------- | -- | - | - | - | ------ | ------- | ----- |
| 1. | Düsseldorf Panther   | 8  | 7 | 0 | 1 | 14:02  | 259:102 | +157  |
| 2. | Hannover Musketeers  | 8  | 6 | 0 | 2 | 14:04  | 201:087 | +114  |
| 3. | Lübeck Cougars       | 8  | 5 | 0 | 3 | 10:06  | 237:167 | 0+70  |
| 4. | Hamburg Wild Huskies | 8  | 1 | 0 | 7 | 02:14  | 105:261 | −156  |
| 5. | Langenfeld Longhorns | 8  | 1 | 0 | 7 | 02:14  | 107:292 | −185  |

- Tie-Breaker
  - Hamburg vor Langenfeld aufgrund des gewonnenen direkten Vergleichs (28:19 und 16:22)

#### 2. Bundesliga Süd
|    | Verein               | Sp | S  | U | N  | Punkte | TD      | Diff. |
| -- | -------------------- | -- | -- | - | -- | ------ | ------- | ----- |
| 1. | Simbach Wildcats     | 12 | 11 | 0 | 1  | 22:02  | 567:155 | +412  |
| 2. | Darmstadt Diamonds   | 12 | 10 | 1 | 1  | 21:03  | 386:123 | +263  |
| 3. | Allgäu Comets        | 12 | 7  | 0 | 5  | 14:10  | 359:265 | 0+94  |
| 4. | Mainz Golden Eagles  | 12 | 6  | 0 | 6  | 12:12  | 269:279 | 0−10  |
| 5. | Hanau Hornets        | 12 | 4  | 1 | 7  | 09:15  | 190:334 | −144  |
| 6. | Franken Timberwolves | 12 | 2  | 0 | 10 | 04:20  | 109:377 | −268  |
| 7. | Fürsty Razorbacks    | 12 | 1  | 0 | 11 | 02:22  | 116:463 | −347  |

### Relegation zum Aufstieg in die GFL

#### Nord
| Heimverein         | Gastverein         | Ergebnis | Nach Quartern          |
| ------------------ | ------------------ | -------- | ---------------------- |
| Assindia Cardinals | Düsseldorf Panther | 28:38    | 10:14; 7:10; 3:0; 8:14 |
| Düsseldorf Panther | Assindia Cardinals | 35:0     | 7:0; 7:0; 14:14; 22:7  |

- Die Düsseldorf Panther steigen in die GFL Nord auf, die Assindia Cardinals steigen in die 2. Bundesliga Nord ab.

#### Süd
| Heimverein          | Gastverein          | Ergebnis | Nach Quartern         |
| ------------------- | ------------------- | -------- | --------------------- |
| Marburg Mercenaries | Simbach Wildcats    | 50:21    | 7:0; 7:0; 14:14; 22:7 |
| Simbach Wildcats    | Marburg Mercenaries | 21:07    | 0:0; 7:7; 7:0; 7:0    |

- Die Marburg Mercenaries bleiben in der GFL Süd, die Simbach Wildcats bleiben in der 2. Bundesliga Süd.

### Relegation zum Aufstieg in die 2. Bundesliga

#### Nord
- Aufstiegsrunde zur 2. Bundesliga Nord

| Heimverein                   | Gastverein                    | Ergebnis |
| ---------------------------- | ----------------------------- | -------- |
| Cologne Falcons (2. RL West) | Weyhe Vikings (2. RL Nordost) | 49:07    |

- Aufgrund der dünnen Mannschaftsdecke der 2. Bundesliga Nord stiegen die Meister der Regionalligen Nordost und West, die Kiel Baltic Hurricanes und die Bielefeld Bulldogs direkt auf. Zudem gab es einen dritten Aufstiegsplatz der zwischen den Tabellenzweiten ausgetragen wurde. Hier setzten sich die Cologne Falcons durch.

#### Süd
- Qualifikationsspiele der Regionalliga Mitte

| Heimverein                                 | Gastverein                                 | Ergebnis |
| ------------------------------------------ | ------------------------------------------ | -------- |
| Danube Hammers (1. RL Mitte Grp. Rot)      | Weinheim Longhorns (2. RL Mitte Grp. Blau) | 33:14    |
| Wiesbaden Phantoms (1. RL Mitte Grp. Blau) | Badener Greifs (2. RL Mitte Grp. Rot)      | 48:13    |

- Relegationsspiele zum Aufstieg in die 2. Bundesliga Süd

| Heimverein                                 | Gastverein                            | Ergebnis |
| ------------------------------------------ | ------------------------------------- | -------- |
| Wiesbaden Phantoms (1. RL Mitte Grp. Blau) | Straubing Spiders (2. RL Süd)         | 20:0*    |
| Munich Cowboys (1. RL Süd)                 | Danube Hammers (1. RL Mitte Grp. Rot) | 42:0     |

*Wertung.
- Die Munich Cowboys und die Wiesbaden Phantoms steigen in die 2. Bundesliga Süd auf.